# アウストラロピテクス・バーレルガザリ
アウストラロピテクス・バーレルガザリ（Australopithecus bahrelghazali）は、化石人類の一種で、古人類学者ミシェル・ブリュネ（Michel Brunet）らがチャドのコロ・トロ近くのバーレルガザリ渓谷で発見し、亡くなった同僚の名前にちなんでアベル（Abel）と名づけた。発見された化石は、下顎の破片と下顎第二門歯、下顎の2つの犬歯と、歯槽に付着したままの4つ全ての小臼歯だった。その後アベルという非公式の名前に代わってKT12-95-H1という標本番号がつけられた。この化石は、東アフリカの大地溝帯から西へおよそ2500kmの地点で発見され、300万から350万年前のものであると推定された。
KT12-95-H1の下顎にはアウストラロピテクス・アファレンシスのものと歯学的な類似性が見られ、ウィルマン・キンベルらの研究者は、アベルは独立した種ではなくアウストラロピテクス・アファレンシスの亜種であると主張した。1996年、ブルネと共同研究者らは、KT12-95-H1は新種であるとする論文を発表したが、当初は学界にも受け入れられず、その証明も困難であった。この種が、中央アフリカで発見された唯一のアウストラロピテクス属であるというのは謎になっている。またこの種は地理的な条件から、初期の人類の進化の3つ目の入り口の存在を示す初めての化石となっているという意味で重要である。